# 愛国主義教育法
中華人民共和国愛国主義教育法(ちゅうかじんみんきょうわこくあいこくしゅぎきょういくほう)は、中華人民共和国第十四期全国人民代表大会常務委員会が2023年10月24日の第六次会議で採択した法律で、2024年1月1日から施行される。

## 概況

### 立法宗旨
中華人民共和国の全国人民代表大会は、本法を制定する目的を、中華人民共和国憲法の規定を実施し、国民に国家統一と民族団結の維持、国家安全、名誉および利益の保護を自覚的に行わせる教育を行うことで、国家の長期安定を確保する重要な措置であるとしている。

### 立法根拠
本法は『新時代愛国主義教育綱要』および中華人民共和国憲法に基づいて制定された。

### 立法経緯
2023年6月25日、愛国主義教育法の審議開始が発表され、第十四期全国人民代表大会常務委員会第3次会議で『中華人民共和国愛国主義教育法』草案が審議された。2023年10月8日、会議が開催され、常務委員会の組成人員は各方面の意見に基づき草案を逐条審議した。2023年10月20日、草案二次審議稿は意見に応じて修正され、憲法及び法律委員会が本会議での審議通過を提案した。2023年10月24日、本法は第十四期全国人民代表大会常務委員会第六次会議期間中に可決され、2024年1月1日より施行された。

### 適用範囲
本法は「香港特別行政区同胞、澳門特別行政区同胞」、「台湾同胞」、「海外僑胞」にも適用される。

## 評価

### 正面評価
『中国人大』誌は、本法が愛国教育の常態化を推進することに有益であり、中華民族の国家への愛着心を強化し、文化自信を堅持するのに有利であり、ネットワークやデジタル技術を活用して愛国教育を推進することに役立つと指摘している。

### 負面評価
一部の評論は、本法の可決は中華人民共和国政府による愛国主義教育の強化を意味し、若者に対する洗脳（思想統制）を行い、中国共産党に忠誠を誓わせ、対習近平の独裁統治論争を強化する意図があるとする。
また、ボイス・オブ・アメリカは、本法が中共による宗教統制の強化と宗教の自由へのさらなる圧迫を目的としていると考えている。

## 参照
- 中華人民共和国愛国主義教育（中国語版）
- 思想政治教育 (中華人民共和国)（中国語版）
- 習近平による新時代の中国の特色ある社会主義思想